# Capdevila (Lladurs)
Capdevila és una masia, actualment enrunada, del poble dels Torrents, al municipi de Lladurs,a la comarca del Solsonès.
Situada a l'extrem nord-oriental del terme sota la Torreta, contrafort oriental de la Ventolada, la carena de la qual la separa del Clot de Vilamala i sobre la presa del pantà de la Llosa del Cavall, té la façana orientada cap al sud mirant cap a la vall de la Rasa de Capdevila. A un centenar de metres cap al sud hi ha les runes de l'ermita romànica de Sant Pere de Capdevila.
El seu emplaçament, a la carena del tossal que s'aixeca 400 metres per sobre el nivell del Cardener, gaudeix d'unes vistes excepcionals sobre la vall del riu i la de Lord.
S'hi accedeix per una pista forestal d'uns 3,5 km, en bon estat, des de l'Hostal del Vent, que ressegueix la capçalera solana de la Rasa de Torrenteller i de la Rasa de Capdevila. Des de la masia del Cavall, al peu del Cardener, un corriol perdedor i costerut puja fins a Capdevila salvant per múltiples graus les successives cingleres que barren el pas.
És, sens dubte, un indret solitari i espectacular, només enterbolit per la visió de les runes de la masia.